# Ruth Laredo
Ruth Laredo (Detroit, 20 novembre 1937 – New York, 25 mai 2005) est une pianiste classique américaine.
Elle s'est fait connaître dans les années 1970, notamment pour le premier enregistrement des dix sonates de Scriabine, pour l'intégrale des œuvres pour piano seul de Rachmaninov et plus tard, pour ses enregistrements Ravel pour sa série au sein de la collection du Metropolitan Museum of Art « Concerts avec commentaire ». Elle a été souvent désignée comme la « première dame du piano d'Amérique ».

## Biographie
Ruth Meckler est l'aînée des deux filles de Miriam Meckler née Horowitz, professeur de piano, et de Ben Meckler, professeur d'anglais, tous les deux d'origine juive ashkénaze. Alors qu'elle n'a que deux ans, elle est déjà en mesure de jouer God Bless America sur le piano de sa mère, sans aucun enseignement.
À huit ans, elle se rend au concert avec sa mère pour entendre Vladimir Horowitz au Masonic Auditorium de Detroit. Après le concert, elle jure de devenir concertiste. La jeune Ruth  Meckler est tellement fascinée par la musique de Scriabine joué par Horowitz à cette occasion-là, qu'elle développe une passion pour le musicien et d'autres compositeurs russes, notamment son contemporain, Rachmaninov.

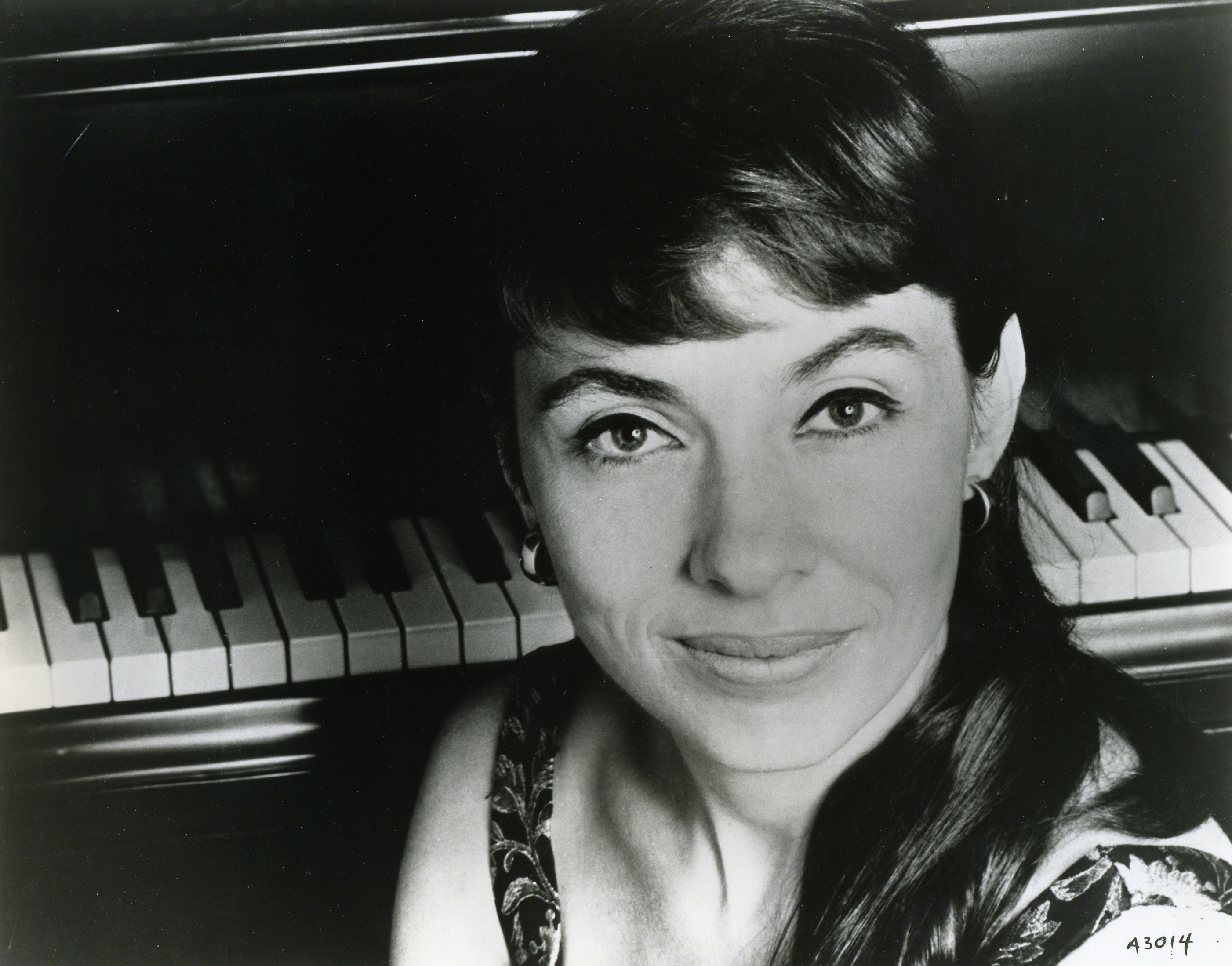
Ruth Laredo à New York, en 1970 (collection privée de Jennifer Laredo Watkins).

En 1960, elle déménage à New York et épouse le violoniste d'origine bolivienne, Jaime Laredo, son cadet de trois ans. Rencontré à l'Institut de musique Curtis de Philadelphie, ils jouent ensemble régulièrement jusqu'à leur divorce en 1974 (certaines publications à tort, donnent 1976). De leur union est née en 1969, Jennifer, mariée au chef d'orchestre Paul Watkins, directeur musical de l'English Chamber Orchestra. Jennifer Laredo-Watkins vit à Londres.
Au cours de la grossesse et après la naissance de sa fille, Ruth Laredo est obligée d'interrompre les tournées avec son mari. Désireuse d'enregistrer la musique de Scriabine, elle prend contact avec diverses compagnies de disques, avec la proposition d'enregistrer l'intégrale des dix sonates du compositeur. Alan Silver de Connoisseur Society, accepte de prendre le risque, d'abord uniquement pour un disque des Sonates no 5, no 7, « Messe blanche », no 9, « Messe noire » et les Huit études, op. 42. Après le succès de ce premier enregistrement, Connoisseur l'engage pour les sept autres sonates, faisant ainsi de Laredo la première pianiste à enregistrer l'intégrale des sonates de Scriabine. Cette étape marque le commencement de l'affection du public pour l'artiste.
Rétrospectivement, Laredo explique dans The Ruth Laredo Becoming a Musician Book (« Le devenir de Ruth Laredo, un livre de musicien ») (paru en anglais en 1992), que trouver un répertoire de niche, quelque chose que personne n'avait fait avant, était une autre manière de se lancer dans une carrière de soliste. Le plus évident étant de gagner des concours, mais elle n'a jamais eu — à l'exception du Young Concert Artists International Auditions — beaucoup de succès dans les concours importants.
Lorsque sa fille est plus âgée, Ruth Laredo est prête à reprendre les tournées avec son mari, mais il est alors confronté à son désir de divorcer. Exécuté en 1974, le divorce pousse Laredo dans une crise personnelle. Elle prend un poste d'enseignante à l'Université de Yale et accepte l'invitation de Thomas Z. Shepard de CBS Masterworks, impressionné par les enregistrements Scriabine, pour l'enregistrement de l'intégrale des œuvres pour piano de Rachmaninov C'est cela, dit Laredo, qui lui a sauvé la vie. Avec les enregistrements de l'œuvre de Rachmaninov, réalisés entre 1974 et 1979 (suivi de la publication du dernier album en 1981), sa carrière de soliste prendre définitivement son l'ampleur.
Après son enregistrements historique, l'éditeur international de musique C. F. Peters, commande à Ruth Laredo une nouvelle édition urtext des 24 Préludes de Rachmaninov, lesquels sont publiés en 1981 (opus 3, no 2), 1985 (opus 23) et 1991 (opus 32). Laredo pense dès le début que de nombreuses indications, les plus couramment utilisés par les éditions Rachmaninov, ne sont pas celles du compositeur. Après l'étude des manuscrits originaux trouvés à la Bibliothèque du Congrès, aux archives Rachmaninov à Washington et plus tard, au Musée Glinka, lors de sa visite en Russie en 1989, ses soupçons sont confirmés. Ses nouvelles éditions sont beaucoup plus proches des manuscrits originaux du compositeur,.
Ruth Laredo publie également des articles pour les magazines, Piano Today et Keyboard Classics et réalise des programmes pour la National Public Radio (NPR) et la station de radio classique de New York WQXR.

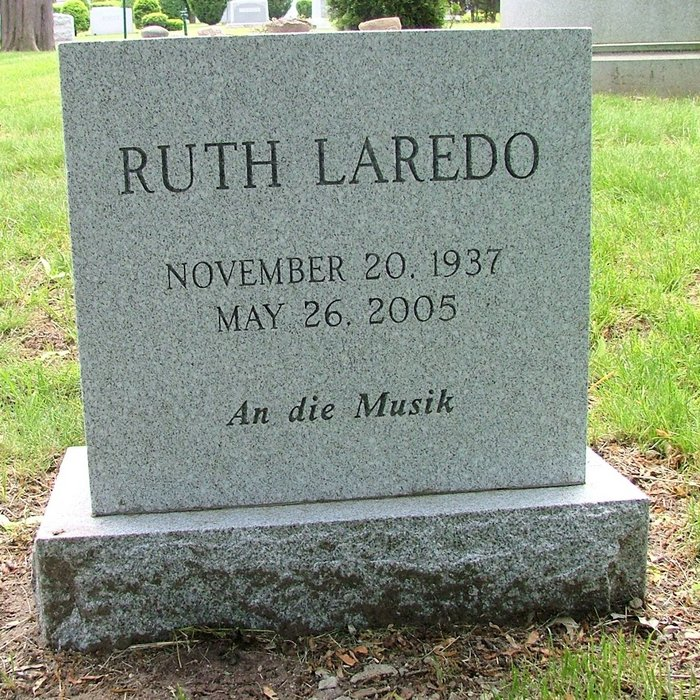
La pierre tombale de Ruth Laredo, au cimetière de Kensico de Valhalla, Comté de Westchester, New York. L'inscription « An die Musik » fait référence à l'un des lieder préférés de Schubert de Ruth Laredo (Sheryl Shakinovsky).

En 2000, Laredo apparaît dans une scène du film de Woody Allen, Escrocs mais pas trop, dans lequel le personnage d'Hugh Grant tente d'impressionner Tracey Ullman en l'emmenant à un récital de piano donné par Ruth Laredo qui interprète Rachmaninov.
Ruth Laredo est également connue pour la saisissante garde-robe portées sur scène — la plupart faite par la costumière du Lincoln Center, Catherine Heiser — souvent publiés dans les magazines de mode. Elle a été souvent vu en train de faire de la bicyclette ou du jogging tout en écoutant la musique de Phil Collins ou du groupe de rock Genesis, autour de l'Upper West Side de Manhattan, où elle vivait.
Elle avait un fort engagement pour la tradition juive. Dans une conférence de la série Concerts with Commentary à propos de Felix Mendelssohn, elle discute de l'importance et de l'arrière plan de son milieu juif. La décision de se convertir au protestantisme d'Abraham Mendelssohn Bartholdy, dit Laredo, était une pratique pour s'assurer de l'acceptation de son fils par la profession allemande.
Ruth Laredo est décédée dans son sommeil le 25 mai 2005, à son appartement de Manhattan. La cause directe de la mort est un cancer de l'ovaire, un diagnostic effectué quatre ans plus tôt, mais qui ne l'empêche pas de donner des concerts. Elle est enterrée au Kensico Cemetery de Valhalla, dans l'État de New York, à seulement quelques mètres de la tombe de Sergueï Rachmaninov, qui fut si important dans sa vie. Lors des funérailles, le 31 mai 2005, deux de ses plus proches collègues lui rendent hommage : Wei Gang Li, du Quatuor de Shanghai et Courtenay Budd, avec qui — et avec le Quatuor de Saint-Pétersbourg — elle avait donné son dernier « Concert avec commentaire », le 6 mai 2005.
Le 18 mai 2006, sa fille Jennifer, organise un concert commémoratif au Grace Rainey Rogers Auditorium du Metropolitan Museum of Art de New York. Les participants ont été le Quatuor Guarneri (avec Paul Watkins, l'époux de Jennifer), Courtenay Budd,  Nicolas Kendall, Pei Yao Wang, Edmund Battersby, James Tocco ainsi que Susan Wadsworth, directrice du Young Concert Artists et la flûtiste Paula Robison. Courtenay Budd a chanté un des lieder favoris de Ruth Laredo, An die Musik de Franz Schubert, dont le titre a été choisi par Jennifer Laredo Watkins, pour l'inscription de la pierre tombale de sa mère.
En 2007, le prix commémoratif Ruth Laredo du Young Concert Artists International Auditions a été doté grâce à la contribution de la famille, des amis à travers le monde et des admirateurs de Ruth Laredo. Elle avait remporté le Young Concert Artists International Auditions en 1962 et plus tard, fréquemment été membre du Jury. Les lauréats du prix commémoratif à ce jour sont : Benjamin Moser, pianiste allemand ; Bella Hristova, violoniste bulgare ; Charlie Albright, pianiste américain et George Li, pianiste américain.

### Formation

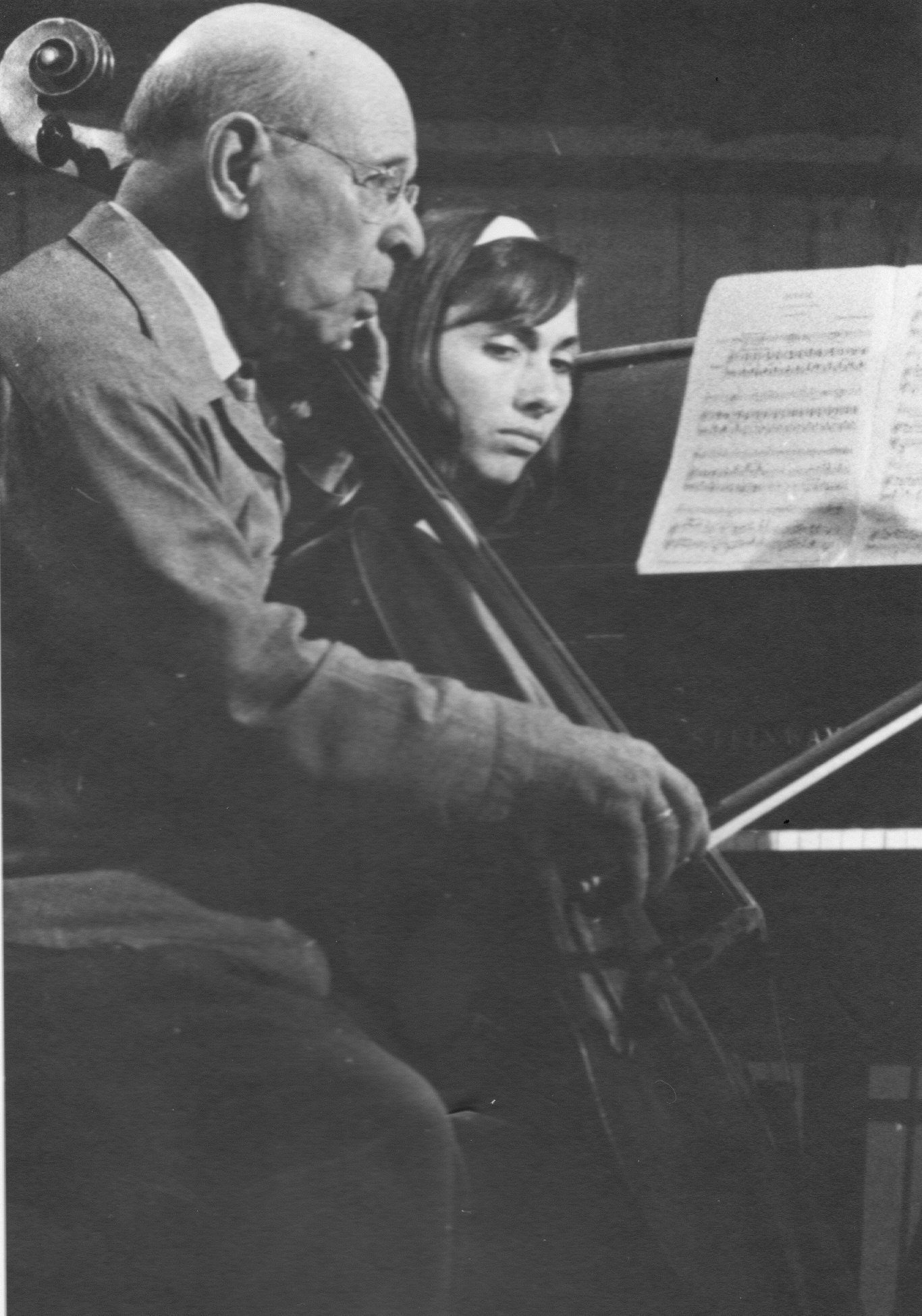
Ruth Laredo en 1963, à Marlboro, dans le Vermont, étudiant avec Pablo Casals (collection privée, Jennifer Laredo Watkins).

La mère de Ruth Laredo, Miriam Meckler, professeur de piano principalement pour les enfants, enseigne d'abord sa fille. Dès le moment où elle peut suivre une formation plus formelle en 1947, âgée de dix ans, Ruth est envoyée auprès d'Edward Bredshall, un élève de Nadia Boulanger, connu pour ses méthodes efficaces d'enseignement. Elle étudie avec lui quatre ans. Il lui fait découvrir la musique d'autres compositeurs russes, notamment Prokofiev, Stravinsky et Kabalevsky.
Ses affinités pour la musique russe, l'entraîne à faire équipe avec un émigré russe, Mischa Kottler, qui est aussi le professeur de la pianiste et chanteuse Muriel Elizabeth Charbonneau et, plus tard, du saxophoniste et compositeur Rick Margitza et du pianiste de jazz, Ray Cooke.
De 1951 à 1955, Ruth Laredo fréquente la Mumford High School de Detroit. Pendant les vacances estivales, elle aime participer aux ateliers d'été d'Indian Hill de Stockbridge, Massachusetts. Elle est introduite dès 1954 par le violoniste Berl Senofsky et le pianiste Seymour Lipkin, rencontrés tous deux aux camps d'été, et commence ses études avec Rudolf Serkin a l'Institut de musique Curtis de Philadelphie. Serkin lui a dit lors de son audition à Marlboro, dans le Vermont : I can see that you play like a tiger! (« Je vois que vous jouez comme un tigre ! »). Il l'accepte au nombre de ses seuls quatre élèves.
Rudolf Serkin, artiste de réputation mondiale était élève de Richard Robert (élève lui-même de Teodor Leszetycki) et d'Arnold Schoenberg. Il était connu pour son dévouement à la musique, et sa fidélité aux compositeurs. Au début, il avait une mauvaise impression à propos de la passion de Laredo pour la musique des compositeurs russes ; ses goûts, étaient plutôt dans la lignée des compositeurs d'Europe centrale : Mozart-Beethoven-Schubert-Brahms. Cependant, Ruth Laredo allait plus tard devenir célèbre pour ses  concerts ou enregistrements Scriabine et Rachmaninov.
Ruth Laredo passe plusieurs étés à l'École de musique de Marlboro près de Brattleboro, dans le Vermont, institution fondée en 1950, par Rudolf Serkin et Adolf Busch. Tout en poursuivant ses études avec Serkin, elle étudie également la musique de chambre avec le violoncelliste Pablo Casals. Elle fréquente alors d'autres étudiants, notamment Murray Perahia, Richard Goode (plus tard directeur artistique du festival, en collaboration avec Mitsuko Uchida), Emanuel Ax et Yo-Yo Ma. À la fin de chaque saison du festival, la traditionnelle clôture le travail, avec la Fantaisie chorale op. 80 de  Beethoven, avec comme soliste, Rudolf Serkin et l'ensemble de la communauté de Marlboro pour le chœur.
En 1960, Ruth Laredo est diplômée de l'Institut Curtis et d'un Baccalauréat en musique de l'Université de Pennsylvanie. L'obtention de son diplôme correspond à la célébration du cinquantième anniversaire de la naissance du compositeur américain Samuel Barber. Par coïncidence, préparant la Sonate en mi bémol mineur, op. 26 pour l'obtention de son diplôme, sa prestation devient donc une partie de la célébration. Barber, présent dans l'assistance, vient la féliciter très chaudement après le concert. Sur la partition de la sonate, il écrit : « Brava, bravissima ».

### Enseignante
À l'Institut Curtis et au festival de musique d'été de l'École de musique Meadowmount à Elizabethtown, New York, Ruth Laredo est choisie par le violiste pédagogue Ivan Galamian et le violoncelliste Leonard Rose, pour assurer l'accompagnement au piano de leurs élèves, parmi lesquels figuraient notamment : Arnold Steinhardt, Michael Tree, Pinchas Zukerman et Itzhak Perlman.
Ruth Laredo a été membre de l'Université Yale, de l'Institut Curtis de Philadelphie et de l'École de musique de Manhattan, à New York. Elle a donné des classes de maître dans ces établissements et à l'Eastman School of Music de Rochester, à l'Université de l'Indiana à Bloomington, au New England Conservatory à Boston, à la Music Academy of the West de Santa Barbara, en Californie et à l'Université de Princeton. Pendant quelque temps, elle occupe le Wiley Housewright Eminent Scholar Chair de l'Université d'État de Floride, à Tallahassee. Parmi ses étudiants notables on trouve le compositeur et pianiste américain Curt Cacioppo ; Michael Kimmelman, chef de la critique d'art du New York Times ; le pianiste tchèque Adam Skoumal et le pianiste suisse Oliver Schnyder.
Ruth Laredo a participé en tant que membre de jury de plusieurs concours, dont le Young Concert Artists International Auditions, du concours de la Fondation Naumburg, le concours du magazine Seventeen, le Concours de New York et le concours international de piano William Kapell, dans le Maryland. À la fin de 2004, elle a été membre du jury du Concours de Piano de Minneapolis-Saint-Paul, dans le Minnesota. « Nous n'avions aucune idée de sa maladie » rapporte le directeur du concours, le pianiste Alexandre Braginsky dans le Star Tribune, après la mort de Laredo. « Elle était si courageuse et si opiniâtre, une forte personnalité ».

### Concertiste
Ruth Laredo se produit sur scène alors qu'elle est encore petite fille, au Music Club of Metropolitan Detroit. Lorsqu'elle a onze ans, elle donne son premier récital à l'Institut des Arts de Detroit (notamment le premier mouvement du Concerto pour piano no 2 de Beethoven, avec son professeur Edward Bredshall au second piano, jouant la partie orchestrale) et, sous la supervision de Karl Krueger, elle donne son premier concert avec l'Orchestre symphonique de Detroit, avec qui elle joue le second et troisième mouvements du concerto.

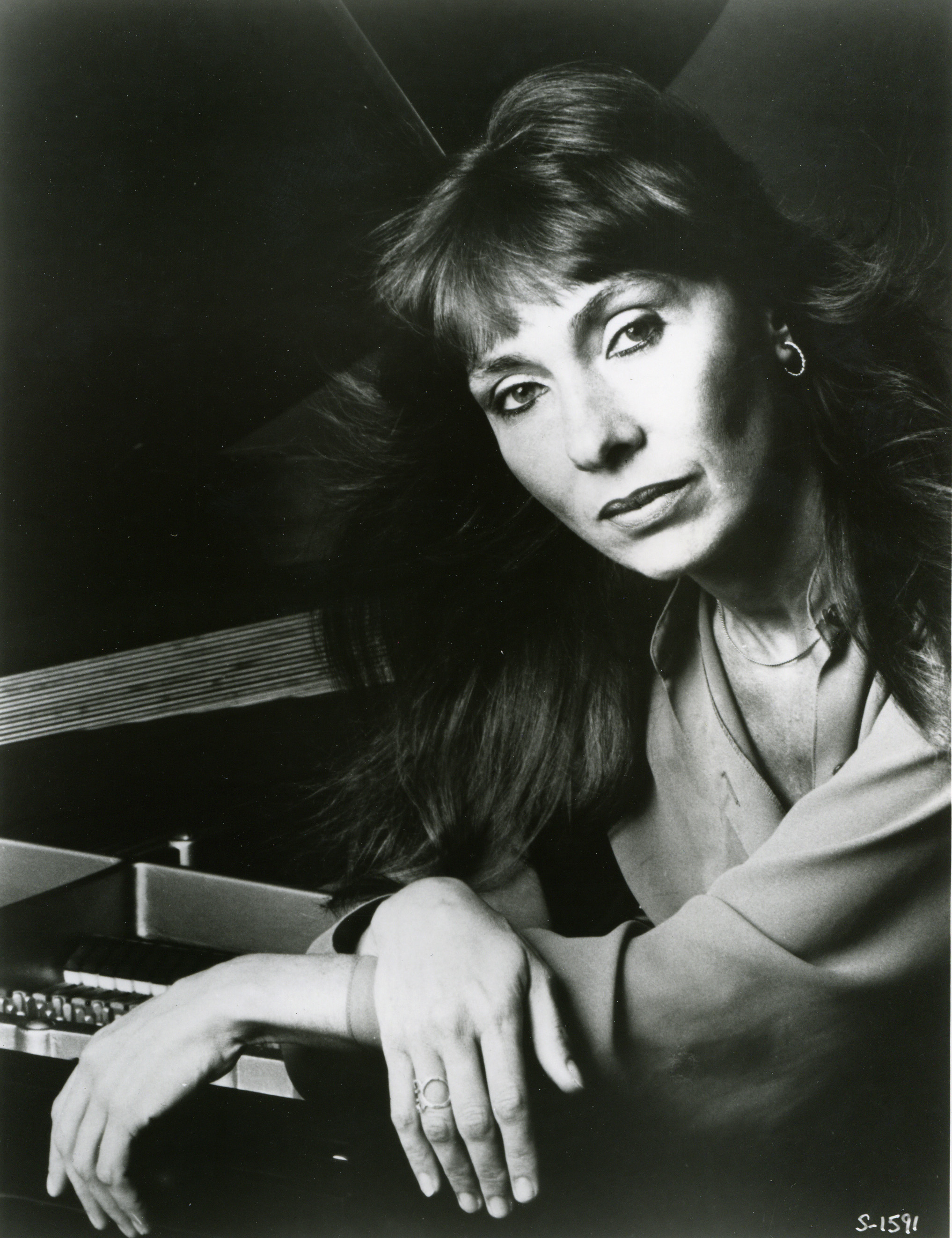
Ruth Laredo, en 1995, lors d'un, une série au Metropolitan Museum of Art de New York. La série a été une création de Ruth Laredo et a couru à partir de 1988, avec au moins trois concerts par an, jusqu'à peu de temps avant sa mort en 2005 (collection privée, Jennifer Laredo Watkins).

Ruth Laredo passe une grande partie de la première décennie de sa carrière en tant qu'accompagnatrice de son mari, Jaime Laredo. En même temps, elle essaye de s'établir en tant que soliste et en 1962, elle fait ses débuts avec orchestre à Carnegie Hall, avec l'American Symphony Orchestra dirigé par Leopold Stokowski. Malheureusement, ses débuts attirent peu l'attention du public, seulement quelque temps avant qu'elle ne trouve la reconnaissance comme un artiste soliste.
Elle est l'un des membres fondateurs de la Music from Marlboro Concerts et en 1965, participe à leur première tournée, qui comprend une visite en Israël, où elle a joué le Concerto pour trois pianos en ré mineur de Jean-Sébastien Bach avec Rudolf et Peter Serkin. Elle se produit dans la première des Music from Marlboro Concerts, intitulée « Isaac Stern et ses amis », au Carnegie Hall de New York.
Sa carrière de soliste décolle vraiment en 1974, lorsqu'elle fait ses débuts à l'Avery Fisher Hall du Lincoln Center de New York. Son interprétation du Concerto en sol majeur de Maurice Ravel avec l'orchestre philharmonique de New York, dirigé par Pierre Boulez, est accueillie avec enthousiasme par la critique. En 1976, le Young Concert Artists présente son premier récital au Alice Tully Hall du Lincoln Center, avec des œuvres de Beethoven, Scriabine, Rachmaninov et Ravel, dont « La Valse » qui devient bientôt son morceau emblématique. Pour le bis de ce concert, Ruth Laredo joue le Deuxième prélude pour piano de George Gershwin. En 1981, elle donne son premier récital soliste au Carnegie Hall, avec un programme intitulé « Hommage à Rachmaninov », avec des œuvres de Chopin, Beethoven et Scriabine.
En 1988, Ruth Laredo participe à la célébration du 135e anniversaire du premier piano Steinway et du 500 000e piano fabriqué par l'entreprise. Le concert, organisé par Van Cliburn, met en vedette vingt-sept pianistes célèbres, avec notamment Alfred Brendel, Shura Cherkassky, Murray Perahia, Rudolf Serkin et Alexis Weissenberg. Ruth Laredo joue à l'occasion le Prélude op. 32, no 5 de Rachmaninov et Coquette de Robert Schumann, extrait du Carnaval, op. 9.
En plus de New York et Detroit, Ruth Laredo se produit à Washington (Kennedy Center, Bibliothèque du Congrès, en 1966, à la Maison Blanche avec son mari  Jaime Laredo pour le Président Lyndon B. Johnson) ; à Boston, Buffalo, Chicago, Cleveland, Houston, Indianapolis, dans le Maryland, à Nashville, Philadelphie, San Francisco, Santa Barbara et à Toronto ; dans de nombreux festivals, parmi lesquels, le Festival Amadeus/Midsummer Festival des Nuits (New Jersey), l'Aspen Music Festival à Aspen (Colorado), le festival de musique de chambre de Bridgehampton (New York), le festival international de Caramoor à Katonah (New York), l'Eastern Music Festival à Greensboro (Caroline du Nord), le Maverick Concerts Festival de Hurley (New York), le festival américain de Spoleto à Charleston (Caroline du Sud), le festival de musique de chambre des Grands Lacs de Detroit, le festival de musique de chambre Music Mountain Summer à Falls Village (Connecticut) et le Festival Casals à Porto Rico. Pendant la saison 1976–1977 elle effectue une tournée en Europe (Pays-Bas, Allemagne) et au Japon et en 1979, au Japon et à Hong Kong. Particulièrement remarquable est sa tournée de 1989, en Russie (encore Russie soviétique, à Moscou, Saint-Pétersbourg [alors Léningrad]) et en Ukraine (alors en URSS, à Odessa). Pour une Américaine venue en Russie pour jouer la musique de compositeurs russes — dans la même salle du Conservatoire de Moscou, où Rachmaninov avait joué — était une entreprise extraordinaire. Ruth Laredo bénéficie d'un accueil très chaleureux de la part du public et ses concerts affichent complet. Au musée Glinka de Moscou, elle a l'occasion de voir les manuscrits originaux de Rachmaninov.
Outre l'orchestre philharmonique de New York, Détroit et l'American Symphony Orchestra, Ruth Laredo joue entre autres, avec ceux de Philadelphie, Cleveland, l'American Composers Orchestra et Baltimore, Beaumont, Boston, Greenwich, Houston, Indianapolis, Jupiter, Madison, National, New Jersey, Saint - Louis et l'orchestre symphonique de Terre Haute, le Buffalo et l'Orchestre philharmonique de Varsovie, sous la direction de Kazimierz Kord, avec qui, en 1993, elle a joué à Varsovie lors d'une Journée de concert des Nations Unies, diffusée par les télévisions à travers toute l'Europe, puis part en tournée avec l'orchestre à travers les États-Unis, culminant dans un concert à Carnegie Hall avec le Concerto pour piano no 1 de Rachmaninov.
Pendant la saison 1988–1989, elle commence sa série de « Concerts avec commentaire » (d'abord appelée « Speaking of Music ») au Grâce Rainey Rogers Auditorium du Metropolitan Museum of Art de New York. La série s'est poursuivie pendant 17 saisons, jusqu'au dernier concert, le 6 mai 2005, peu de temps avant sa mort. Les programmes devenant très populaires, elle se produit également dans d'autres villes des États-Unis.
La série comprend des œuvres de Brahms, Chopin, Dvorak, Fauré, Franck, Rachmaninov, Ravel, Clara et Robert Schumann, Scriabine et Tchaïkovski, dont elle discute, avant l'exécution, avec beaucoup d'engagement. Le concert final appartenait au troisième épisode d'une série intitulée « L'Esprit russe », avec la musique de Tchaïkovski, Rachmaninov, Scriabine et Chostakovitch.

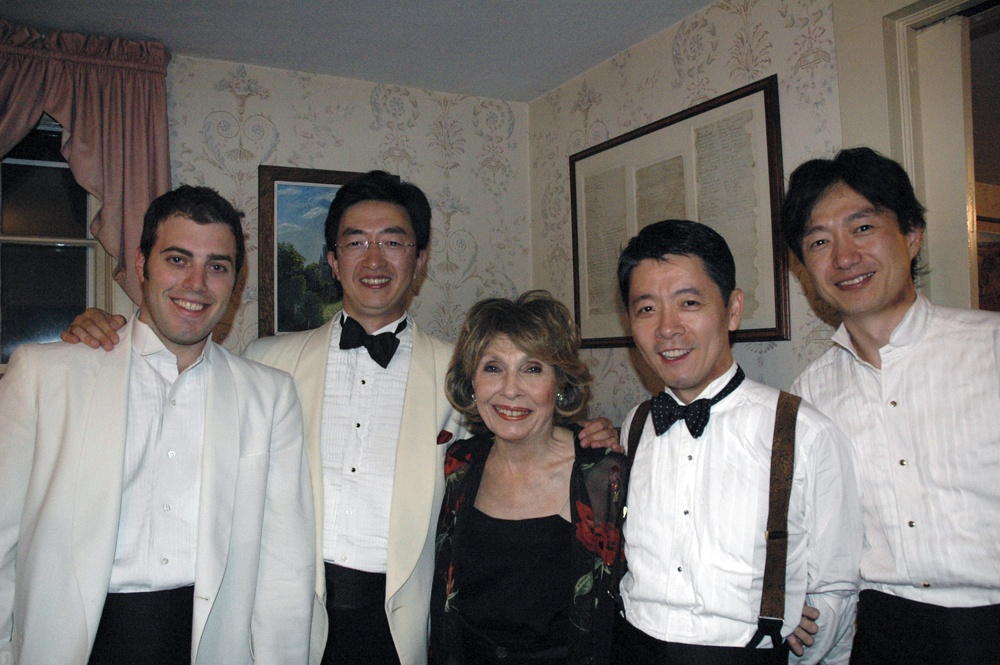
Ruth Laredo en 2004, à Nantucket, dans le Massachusetts, entourée du Quatuor de Shanghai, qui l'appelai son cinquième membre (Yi-Wen Jiang).

Le 13 septembre 2001, deux jours seulement après les attentats sur le World Trade Center, Ruth Laredo célèbre le 25e anniversaire de ses débuts avec un récital à l'Alice Tully Hall, concert d'ouverture du Lincoln Center pour la saison 2001. Avant le concert, elle explique à l'auditoire pourquoi elle n'a pas annulé l'événement : « Il était important pour moi de jouer. De la bonne musique nous donne une nourriture spirituelle et nous donne de l'espoir. C'est dans cet esprit que je joue ce soir ». Le programme est similaire à celui de ses débuts en 1976, et comprend des œuvres de Robert Schumann, Beethoven, Scriabine, Rachmaninov et Ravel, avec comme rappel, la Valse op. 69, no 1, de Chopin, parfois nommée « Valse de l'adieu ».
En septembre 2004, Ruth Laredo est invitée par le ministère russe de la culture, à participer au Festival international du Conservatoire Rimski-Korsakov de Saint-Pétersbourg. Lors de cet événement, consacré au 200e anniversaire de la naissance du compositeur Mikhaïl Glinka, elle joue de la musique de chambre ainsi que des récitals et donne une classe de maître pour les étudiants.
Elle a été remarquée pour son fort engagement en faveur de la musique de chambre. Elle confiait que les solistes ont particulièrement besoin de cette expérience, comme une préparation aux concerts avec de grands orchestres. Laredo précise que « le manque est évident lorsqu'un soliste joue comme si l'orchestre n'était qu'un accompagnement ». Elle collabore fréquemment avec le Quatuor de Shanghai ensemble fondé en 1983 (régulièrement au Music Mountain Summer à Falls Village) et entre autres avec les quatuors Américains, Budapest, Emerson, Manhattan, Muir, St. Lawrence, Saint-Pétersbourg, Veronika et le Quatuor Vermeer ; mais également avec des ensembles de chambre tels que, Chappaqua orchestra, Manhattan chamber, Orpheus chamber et Saint Paul Chamber Orchestra, avec le Philharmonia Virtuosi, le Sea Cliff Chamber Players et de l'Orchestre de Saint-Luc de New York. Elle s'est produite avec le Quatuor Guarneri et le Quatuor de Tokyo au Lincoln Center, dans la série les Grands interprètes. Elle a aidé le quatuor de Tokyo plusieurs fois alors qu'un membre du quatuor était empêché, transformant l'ensemble temporairement en un quatuor avec piano. Depuis leur première association au Alice Tully Hall en 1980, elle part en tournée chaque saison avec la flûtiste Paula Robison, comme duo « Paula et Ruth ».
Ruth Laredo a joué également de la musique contemporaine, principalement à Marlboro, au début de sa carrière. C'était quelque chose de Pablo Casals — qui n'aimait pas la musique au-delà de l'ère de Brahms — désapprouvait. Ce goût serait resté confidentiel, jusqu'à ce que Leon Kirchner vienne se produire à Marlboro. Pendant la saison 1983–1984, elle joue la première mondiale de Valses une œuvre de Peter Martins, avec le New York City Ballet. En 1989, elle joue une œuvre sérielle de Wallingford Riegger, Variations pour piano et orchestre à Carnegie Hall, avec l'American Composers Orchestra, sous la direction de Paul Lustig Dunkel. Son répertoire comprend également des œuvres de Franz Liszt, Arnold Schönberg, Béla Bartók, Anton Webern et Alban Berg.
En 1994, Laredo joue avec la pianiste de jazz Marian McPartland et à partir de 1996, dans les programmes intitulés Three Piano Crossover avec McPartland et Dick Hyman.
Dans les dernières années de sa vie, sa carrière en tant que soliste avec des orchestres a diminué, mais à l'aise avec un mélange de récitals et de concerts de musique de chambre.
Laredo a critiqué la tendance à la hausse aux États-Unis, de l'enregistrement des concerts pour la radio comme « gênants ». Elle a préféré la méthode Européenne de l'enregistrement de la musique, aux studios de radio pour une diffusion ultérieure.

## Prix et reconnaissances
- 1948/1949 : Vainqueur de la bourse Gabrilowitsch
- 1962 : Vainqueur du Young Concert Artists International Auditions
- 1968 : Prix du meilleur enregistrement de l'année de Stereo Review et Saturday Review — pour Ravel, Gaspard de la nuit, Valses nobles et sentimentales, La Valse
- 1970 : Prix du meilleur enregistrement de l'année de Stereo Review et High Fidelity — pour Scriabine, Intégrale des sonates, vol. 1
- 1970 : Le meilleur du mois de Stereo Review (pour L'intégrale des Sonates, Vol. 1 de Scriabine)
- 1974 : Musicien du mois de High Fidelity/Musical America
- 1976 :  Nomination pour les Grammy awards (Ravel, Trio pour violon, violoncelle et piano, Jaime Laredo et Jeffrey Solow)
- 1979 : Le meilleur du mois de Stereo Review (Rachmaninov, L'intégrale des œuvres pour Piano seul, Vol. 5)
- 1979 : Prix du meilleur artiste pianiste de le Record World Magazine (Rachmaninov, L'intégrale des œuvres pour piano seul, Vol. 5)
- 1981 :  Nomination pour les Grammy awards (Rachmaninov, L'intégrale des œuvres pour piano seul, Vol. 7)
- 1981 : Sélectionnée comme l'un des cinq pianistes pour la célébration de l'anniversaire des 90 ans du Carnegie Hall
- 1983 :  Nomination pour les Grammy awards (Barber, Sonate pour piano, op. 26, Souvenirs, op. 28, Nocturne, op. 33)
- 1983 : Membre honoraire de la Fraternité international de musique Sigma Alpha Iota
- 1989 : Prix du Service distingué à la musique en Amérique de l'Association nationale des professeurs de musique
- 1994 : Prix musique dans l'humanité au Festival de musique de Mount Gretna, Pennsylvanie
- 1997 : Le meilleur de l'année d'Audiophile Audition Magazine (seconde édition des Sonates de Scriabine)

## Enregistrements
En 1967, Ruth Laredo enregistre un album de musique pour piano de Maurice Ravel, renommé pour sa musique pleine de défis pianistiques.
En 1970, le premier enregistrement des dix sonates de Scriabine, qui l'on rendu célèbre, paraissent sur trois disques vinyles de la Connoisseur Society (réédité en 1984 par Nonesuch Records, puis en 1996 sur un double CD). Elle effectue ces enregistrements sur un piano à queue Baldwin SD-10, à la Chapelle Saint-Paul de l'Université de Columbia. Les disques Scriabine ont été publiés dans une période où la musique de Scriabine était peu disponible et les enregistrements de Laredo ont favorisé sa popularité aux États-Unis. « J'ai été une sorte de croisé pour sa musique » commente Laredo.
De 1974 à 1981, suivent l'intégrale des œuvres pour piano de Rachmaninov, occupant sept disques, pour CBS Masterworks (réédité en 1993 par Sony Classical sur cinq CD), un projet qu'aucun pianiste n'avait osé entreprendre auparevant (à la même époque, le pianiste germano-américain Michael Ponti, a également enregistré Scriabine et Rachmaninov respectivement pour CBS et Vox Records). À cette époque, Ruth Laredo était l'une des rares pianistes solistes, en particulier elle interprétait les œuvres de Rachmaninov alliant exigences techniques et musculaires[réf. nécessaire]. elles n'étaient que quelques-unes, par exemple, Gina Bachauer, Myra Hess et, plus tard, Alicia de Larrocha. C'est le New York Daily News qui l'a baptisée « la première dame du piano de l'Amérique », surnom repris par bien d'autres ensuite. Au départ Laredo n'aimait pas l'expression qu'elle sentait sexiste : elle voulait être connu en tant que pianiste et non comme une « femme pianiste », mais plus tard, elle a cédé et a utilisé elle-même le titre dans son livre et sur son site Web.
Les préparations pour l'enregistrement des œuvres de Rachmaninov se sont avérés être épuisantes. Laredo rapporta qu'elle comprenait maintenant pourquoi certains morceaux n'avait jamais été joué par personne : c'était tout simplement parce qu'ils étaient difficiles. Rachmaninov, qui mesurait 1,95 m, avait des mains immenses et avait composé plusieurs de ses œuvres simplement pour lui-même. On ne peut que se demander comment la petite Laredo de 1,55 m, a été en mesure de jouer les morceaux de Rachmaninov, dont certains nécessitent des extensions de onze touches. Après avoir pratiqué la musique de « Rocky » — comme elle appelait Rachmaninov — elle devait se masser les mains.
Ruth Laredo a également enregistré plus de vingt albums, mettant en vedette des œuvres d'autres compositeurs, notamment Isaac Albéniz, Bach, Beethoven, Lili Boulanger, Brahms, Chopin, Falla, Debussy, Khachaturian, Fauré, Mozart, Poulenc, Ravel, Clara et Robert Schumann, Tchaïkovski, ainsi que des compositeurs américains : Barber, Aaron Copland, Ives, Laderman, Kirchner, Rorem et Siegmeister. Particulièrement acclamé a été l'enregistrement du Sacre du Printemps de Stravinsky, avec James Tocco, dans la version pour deux pianos, publié par le label Gasparo Records.
Les derniers enregistrements de Laredo sont effectués en 1999, avec le Quatuor de Shanghai, qui l'appelai « le cinquième membre du Quatuor de Shanghai » pour Arabesque Records (quatuors avec piano de Brahms) et aux Great Lakes Chamber Music Festival avec le violoniste Philippe Setzer pour Newport Classic (« Day Music » de Ned Rorem ; l'enregistrement contient également « War Scenes » et « End of Summer » de Rorem, interprétée par d'autres artistes et le compositeur au piano). Ces deux disques sont publiés en 2000.
La dernière émission de radio est celle effectuée avec la pianiste de jazz, Marian McPartland, le 19 février 2004, pour la National Public Radio.

## Discographie
- Mozart/Bach. Music from Marlboro - Mozart, Concerto pour deux pianos, en mi bémol majeur (Rudolf Serkin, Peter Serkin) ; Bach, Concertos pour trois clavecins en ut majeur (Mieczyslaw Horszowski, Peter Serkin, Rudolf Serkin) ; Concerto pour trois clavecins en ré mineur (Rudolf Serkin, Mieczyslaw Horszowski, Ruth Laredo) ; Marlboro Festival Orchestra (Alexander Schneider) (1964, LP CBS Masterworks ML 6247)
- Bach. Concertos brandebourgeois no 1, BWV 1046 - Membres du festival de Marlboro et Myron Bloom, Robert Johnson, cors ; John Mack, Ronald Richards, Peter Christ, hautbois ; Donald MacCourt, basson ; Alexander Schneider, violon ; Concertos brandebourgeois no 2, BWV 1047 - Membres du festival de Marlboro et Robert Nagel, trompette ; Ørnulf Gulbransen, flûte ; John Mack, hautbois ; Alexander Schneider, violon ; Concertos brandebourgeois no 3, BWV 1048 ; Suites pour orchestre no 1, BWV 1066 - Membres du festivala de Marlboro et John Mack, Joseph Turner, hautbois ; Joyce Kelley, basson ; Ruth Laredo, piano ; Marlboro Festival Orchestra, dir. Pablo Casals (1964, 1965 et 1966, Sony Classical SMK 46253, 1990)
- Bach. Concertos brandebourgeois no 4, BWV 1049 - Membres du festival de Marlboro et Alexander Schneider, violon ; Ørnulf Gulbransen, Nancy Dalley, flûtes ; Rudolf Serkin, piano ; Concertos brandebourgeois no 5, BWV 1050 - Membres du festival de Marlboro et Ørnulf Gulbransen, flûte ; Alexander Schneider, violon ; Rudolf Serkin, piano ; Concertos brandebourgeois no 6, BWV 1051 - Membres du festival de Marlboro et Peter Serkin, continuo ; Orchestral Suite No. 4, BWV 1069: Membres du festival de Marlboro et  Henry Nowak, Wilmer Wise, Louis Opalesky, trompettes ; John Mack, Joseph Turner, Patricia Grignet, hautbois ; Joyce Kelley, basson ; John Wyre, timbales ; Ruth Laredo, piano ; Marlboro Festival Orchestra, dir. Pablo Casals (1964 et 1966, Sony Classical SMK 46254, 1990)
- Bach. Variations Goldberg, BWV 1087: Members of the Marlboro Festival and Rudolf Serkin (piano); Orchestral Suite No. 2, BWV 1067: Members of the Marlboro Festival and Ornulf Gulbransen (flute), Ruth Laredo (continuo); Orchestral Suite No. 3, BWV 1068: Members of the Marlboro Festival and Henry Nowak, Wilmer Wise, Louis Opalesky (trumpets), John Mack, Patricia Grignet (oboes), John Wyre (timpani), Ruth Laredo (continuo); Marlboro Festival Orchestra: Pablo Casals. CD, Sony Classical SMK 45892, 1990; recorded 1976 (Goldberg Variations) and 1966 (Orchestral Suites)
- Ravel. Gaspard de la Nuit, Valses Nobles et Sentimentales, La Valse (1968, LP Connoisseur Society CS-2005)
- Scriabin. Intégrale des sonates, Sonate no 1, op. 6; Étude, Op. 2, No. 1; Sonate no 2, op. 19 ; Huit Études, op. 42 ; Sonate no 3, op. 23 ; Sonate no 4, op. 30 ; Sonate no 5, op. 53 ; Sonate no 6, op. 62 ; Désir, op. 57 no 1 ; Caresse dansée, op. 57 no 2 ; Sonate no 7, op. 64 « Messe blanche » ; Sonate no 8, op. 66 ; Sonate no 9, op. 68 « Messe noire »; Sonate no 10, op. 70 ; Vers la flamme, op. 72 (1970, 3LP Connoisseur Society CS-2032/CS-2034/CS-2035, 1970 / 2CD Nonesuch 73035, 1984 / Nonesuch 5973035-2, 1996)
- Robert Schumann. Musique pour piano et violon ; Jaime Laredo, violon ; Ruth Laredo, piano ; Sonate no 1, op. 105 ; Sonate no 2, op. 121 ; Intermezzo extrait de la Sonate F-A-E (1970, LP Desto DC 6442, 1979)
- Laderman/Siegmeister. Ezra Laderman, Duo pour violon et piano ; Elie Siegmeister, Sonate n°  2 ; Jaime Laredo, violon ; Ruth Laredo, piano (1971, LP Desto DC 7125)
- Scriabine. 24 Préludes, op. 11 ; 5 Préludes, op. 74 ; Poème, op. 32, no 1 (1972, LP Desto DC 7145 / Phoenix USA PHCD 114, 1990)

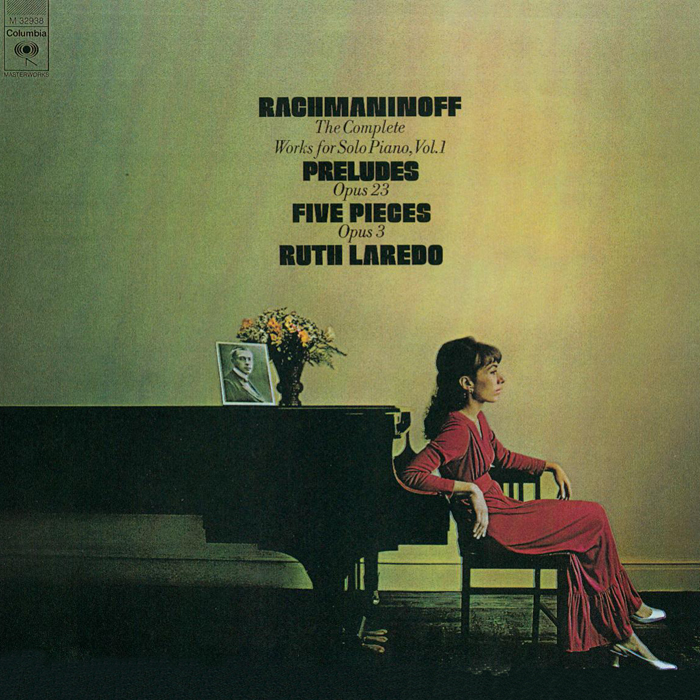
Couverture du premier disque des sept que comprend l'intégrale des Œuvres pour piano de Rachmaninov, paru en 1974 (crédit photo : Sony Music Entertainment).

- Rorem/Kirchner. Ned Rorem, Day Music ; Leon Kirchner, Sonata concertante - Jaime Loredo, violon ; Ruth Laredo, piano (1973 LP Desto DC 7151)
- Rorem. Day Music - Jaime Loredo, violon ; Ruth Laredo, piano ; Night Music: Earl Carlyss, violon ; Ann Schein, piano (1973 « Night Music » LP Desto DC 7151 / DC 7174 / CD Phoenix USA PHCD123, 1991)
- Scriabine. Greatest Hits ; Morton Estrin/Ruth Laredo ; Ruth Laredo joue l'Étude, op. 2, no 1 ; Sonate no 4, op. 30 ; Études, op. 42, nos 3 et 4 ; Vers la flamme, op. 72 ; Sonate no 5, op. 53 (1973, LP Connoisseur Society CS-2046)
- Ravel. Music from Marlboro, The Marlboro Music Festival, Rudolf Serkin (dir.) ; Trio pour violon, violoncelle et piano : Jaime Laredo, violon ; Ruth Laredo, piano ; Jeffrey Solow, violoncelle ; Sonate pour violon et violoncelle - Jaime Laredo et Leslie Parnas, violoncelle (1973, LP CBS Masterworks M 33529)
- Kirchner/Copland/Ives/Lees. Musique pour violon et piano ; Leon Kirchner, Sonata Concertante (Jaime Laredo, violono ; Ruth Laredo, piano) ; Aaron Copland: Sonata for Violin and Piano (Jaime Laredo, violon ; Ann Schein, piano); Charles Ives, Sonate no 4 pour violon et piano (Jaime Laredo, violon ; Ann Schein, piano) ; Benjamin Lees, Sonate no 2 (1973 ; Rafael Druian, violon ; Ilse von Alpenheim, piano) (1973, Phoenix USA PHCD 136, 1997)
- Rachmaninoff. Musique pour piano seul, vol. 1 ; Morceux de fantaisie, op. 3 ; Morceaux de salon, Op. 10 ; Moments musicaux, op. 16 (1974–1981, 7 LP CBS Masterworks M 32938/M 33430/M 33998/M 34532/M 35151/M 35836/M 35881 / 5CD Sony Classical SMK 48468, 1993)
- Rachmaninoff. Musique pour piano seul, vol. 2 ; Transcriptions ; Variations sur un thème de Chopin (1974–1981, 5CD Sony Classical SMK 48469, 1993)
- Rachmaninoff. Musique pour piano seul, vol. 3 ; Sonates no 1, op. 28 et no 2, op. 36 ; Variations sur un thème de Corelli (1974–1981, 5CD Sony Classical SMK 48470, 1993)
- Rachmaninoff. Musique pour piano seul, vol. 4 ; Préludes op. 23 et op. 32 (1974–1981, 5CD Sony Classical SMK 48471, 1993)
- Rachmaninoff. Musique pour piano seul, vol. 5 ; Études-Tableaux, op. 33 et op. 39 ; Fragments ; Lilas ; Marguerites ; Portrait Oriental ; Deux pièces de fantaisie (1974–1981, 5CD Sony Classical SMK 48472, 1993)
- Rachmaninoff. Pièces de piano romantiques : Morceaux de fantaisie, op. 3 ; Morceaux de salon, op. 10 ; Moments musicaux, op. 16;3,5; Préludes, op. 23;1,3,4,5,6,10 ; Préludes, op. 32;2,5,10,12,13 ; Études-Tableaux, op. 33;7 et Op. 39;2 (1974–1977, Sony Classical, SMK 89950, 2002)
- Rachmaninoff/Debussy/Scriabine/Prokofiev. Recital : Rachmaninoff, Prélude en ut dièse mineur, op. 3 no 2 ; Debussy, Feux d'artifice, Bruyères, La fille aux cheveux de lin, Reflets dans l'eau ; Scriabine, Étude en ut dièse mineur, op. 2 no 1 ; Poème, op. 32 no 1 ; Sonate no 9 en fa majeur, op. 68 (« Messe noire »); Prokofiev: Sonate no 3 en la mineur, op. 28 (1980, Connoisseur Society 30CD-3020)
- Debussy/ScriabinE/Rachmaninoff. The Student's Essential Classics - avec Earl Wild, Santiago Rodriguez, David Bar-Illan, Jorge Bolet, Gilbert Kalish ; Ruth Laredo joue Debussy, La fille aux cheveux de lin (Préludes, Livre I), Reflets dans l'eau (Images, Livre I), Feu d’artifice (Préludes, Livre II) ; Scriabine, Étude en ut dièse mineur, op. 2 no 1 ; Rachmaninoff, Prélude en ut dièse mineur, op. 3 no 2 (1981, 2 LP Baldwin Piano Artists BDW-700/701)
- Scriabine/Prokofiev/Barber. Masters Perform Master Works (1981, LP Baldwin Piano Artists BDW-805)
- Ravel. Miroirs, La Valse, Sonatine, Prélude en la majeur, Menuet sur le nom d'Haydn (1982, LP CBS Masterworks M 36734 / CD Sanctuary, 1998)
- Barber. Sonate pour piano, op. 26 ; Souvenirs, op. 28 ; Nocturne, op. 33 « Hommage à John Field » (1982, LP Nonesuch D 79032 / CD Sanctuary, 1998)
- Chopin. Mazurkas, op. 6 no 2 et 3 ; op. 24 no 2 ; op. 33 no 4 ; op. 56 no 2 ; op. 63 no 3 ; Valses, op. 34 no 1 et 2 ; op. 42 ; op. 69 no 1 ; op. 69 no 2 ; Étude, op. 25 no 4 ; Nocturne, op. 15 no 1 ; Scherzo, op. 20 (1982/1985, LP Nonesuch 71450 / CD Sanctuary, 1998)
- Tchaikovsky. Les saisons, op. 37a ; Polka de Salon, op. 9 no 2 ; Mazurka de Salon, op. 9 no 3 ; Humoresque, op. 10 no 2 ; Natha-Valse, op. 51 no 4 (1985, LP Nonesuch Digital Stereo 79119 / CD Sanctuary, 1998)
- Fauré/Lili Boulanger/Ravel/Poulenc. Chefs-d'œuvre français pour flûte et piano - Gabriel Fauré: Sonata in A major; Lili Boulanger: Nocturne; Maurice Ravel: Pièce en forme de Habanera; Francis Poulenc: Sonata - Paula Robison, flûte ; Ruth Laredo, piano (1985, LP Amerco 1991/1992 / CD Musical Heritage Society 2003 / Pergola, 2006)
- Beethoven. Sonates no 23 « Appassionata », no 26 « Les Adieux », no 3 et no 20 (concert 1986, Second Hearing GS 9007)
- Ravel. Pièces pour deux pianos - Ruth Laredo, Jacques Rouvier - Bolero, Suite Ma mère l'Oye, Sites Auriculaires, Frontispice, La Valse (1986, Denon 33C37-7907)
- Albéniz/Falla. Isaac Albéniz : Songs of Spain, Suite Española ; Manuel de Falla, Three Dances from The Three-Cornered Hat, Suite from El Amor Brujo (1988, MCA Classics MCAD-6265)
- Bach/Mozart/Beethoven/Chopin/Debussy/Robert Schumann/Prokofiev. My First Recital ; Bach, Prélude no 1 en ut majeur, BWV 846 ; Invention à deux voix no 1 en ut majeur, BWV 772 ; no 4 en ré mineur, BWV 775 ; no 8 en fa majeur BWV 779 ; Mozart, Fantaisie en ré mineur, K. 397 ; Sonate en ut majeur, K. 545 ; Beethoven, Pour Élise ; Sonate no 20 en sol majeur, op. 49 no 2 ; Chopin, Valse en ré majeur, op. 64 no 1 « VaMinute Waltz); Waltz in A, Op. 69, No. 1 « Valse minute » ; Grande valse brillante en mi majeur, op. 18 ; Debussy,  La fille aux cheveux de lin (Préludes, Livre I) ; Clair de Lune ; Schumann, Scènes d'enfants (Gens et pays étrangers, Curieuse histoire, Un évènement important, Rêverie ; Prokofiev, Marche extraite de Pierre et le Loup (1990, ESS.A.Y CD1006)
- Bach/Mozart/Beethoven/Robert Schumann/Debussy/Brahms/Chopin/Tchaikovsky/Khachaturian. My Second Recital ; Bach, Jesu, Joy of Man's Desiring; Mozart: Rondo alla Turca; Beethoven: Sonate no 24 en fa dièse majeur, op. 78, Adagio Cantabile, Allegro Vivace ; Schumann, Arabesque ; Debussy, Sarabande ; Brahms, Valse, op. 39 no 2 en mi majeur ; no 3 en sol dièse mineur ; no 4 en mi mineur ; no 5 en mi majeur ; no 15 en la bémol majeur ; Waltz in Intermezzo en mi bémol majeur, op. 117 no 1 ; Chopin, Mazurka en fa dièse mineur ; Valse en ut dièse mineur, op. 64 no 2 ; Nocturne en fa dièse mineur ; Tchaikovsky, Humoresque, Natha-Valse, Barcarolle ; Khachaturian, Toccata (1991, ESS.A.Y CD1026)
- Stravinsky/Rachmaninoff. Music from the Great Lakes Chamber Music Festival, Musique pour deux pianos - James Tocco et Ruth Laredo : Stravinsky, Le Sacre du Printemps ;  Rachmaninoff, Suite no 2 pour deux pianos (1995, Gasparo GSCD-313, 1996)
- Rachmaninoff. Concerto pour piano no 3, op. 30, Vladimir Feltsman, piano ; Israel Philharmonic Orchestra, dir. Zubin Mehta ; Morceaux de salon op. 10 no 2, 3 et 7 - Ruth Laredo, piano ; Vocalise, op. 34 no 14 - Nelly Lee, soprano, Orchestre symphonique académique de Novossibirsk, dir. Arnold Katz ; Prélude, op. 23 no 5, Prélude, op. 32 no 5, 1, 7, 8 et 12 - Ruth Laredo, piano ; Danses symphonique, Op. 45 no 1, 2 et 3, Orchestre symphonique de Novossibirsk, dir. Arnold Katz ; Études-Tableaux, op. 39 no 2, 5 et 6 - Ruth Laredo, piano ; Rhapsodie sur un thème de Paganini, op. 43 - Vladimir Feltsman, piano, Orchestre symphonique d'Israël, dir. Zubin Mehta (1996, 2CD Sony Classical SB2K 64 343)
- Beethoven. 3 Sonates ; Sonate no 23, op. 57 « Appassionata » ; no 17, op. 31 no 2 « La tempête » ; no 26, op. 81a « Les Adieux » ; Bagatelle pour piano en la mineur « Für Elise » ; Bagatelle en si majeur (1997, Connoisseur Society CD-4210)
- Mendelssohn/Robert Schumann/Clara Schumann/Brahms. Such Good Friends ; Felix Mendelssohn, Introduction et Rondo capriccioso, op. 14 ; Robert Schumann, Fantasiestüke, op. 12 (Des Abends, Aufschwung, Warum?, Grillen, In der Nacht, Fabel, Traumes Wirren, Ende vom Lied) ; Clara Schumann, Romance, op. 11 no 1 ; Johannes Brahms, Intermezzi, op. 117 no 1, 2 et 3 ; Pièces pour piano, op. 118 no 2 et op. 119 n°  1 ; Fantasia, op. 116 no 4 (1998, Open Mike M 4022 / Sanctuary CD 3001, 1999)
- Brahms. Quatuors avec piano op. 25, 26 et 60, Quatuor de Shanghai et Ruth Laredo, piano (avril 1999, 2CD Arabesque Z6740-2, 2000)
- Rorem. Musique de chambre, Great Lakes Chamber Music Festival - Day Music, Ruth Laredo, piano ; Philip Setzer, violon ; War Scenes,  Kurt Ollmann, baryton ; Ned Rorem, piano ; End of Summer, Elm City Ensemble (juin 1999, Newport Classic NPD 85663, 2000)

## Ouvrage
- (en) Ruth Laredo, The Ruth Laredo Becoming a Musician Book, Schott/European American Music, 1992 (ISBN 0-913574-99-6)